# Mobile araldico
In araldica con il termine mobile si indicano tutti quei carichi araldici che non hanno una posizione predeterminata sul campo dello scudo. Questi elementi, che possono essere presenti anche in numero, sono riuniti in due gruppi principali, le pezze araldiche e le figure araldiche. Nel primo caso si tratta di elementi aventi una forma puramente geometrica, anche se talora derivante da un ben preciso oggetto, mentre nel secondo si comprendono tutte le figure che rappresentano, in forma descrittiva o anche solo simbolica e convenzionale, oggetti o esseri viventi facenti parte sia del mondo reale (figure naturali), sia quelli derivanti dall'ingegno e dal lavoro dell'uomo (figure artificiali) sia, infine, quelli derivanti dall'immaginazione o da credenze filosofiche o religiose (figure chimeriche). 
Tutti i mobili hanno le seguenti proprietà:
- non sono vincolati a posizioni fisse sullo scudo
- possono essere soggetti sia ad alterazioni dimensionali (ingrandimenti o rimpicciolimenti), sia ad alterazioni nelle proporzioni (allungamenti o accorciamenti), sia ad alterazioni nella presentazione (riflessione secondo piani orizzontali o verticali, rotazione)
- possono essere presenti in numero, e, in tal caso, i vari elementi possono essere soggetti ad alterazioni diverse l'uno dall'altro
- possono essere utilizzati come elementi costitutivi dei campi seminati.

Non possono essere comprese tra i mobili le pezze diminuite che vanno invece a far parte del gruppo delle pezze onorevoli.